# 7 (siffra)
Siffran 7 (sju (fil)) används för att beteckna talet 7 och är en siffra i varje positiv talbas som är 8 eller högre.

Teckenspråkets tecken för siffran 7.
Punktskriften för siffran 7.
Kilskrifttecken för 7 mellan andra siffror.
Signalflagga för siffran 7.
Mayakulturens tecken för siffran 7.
Babyloniska tecknet för siffran 7.